# Hans Holbein de Oude

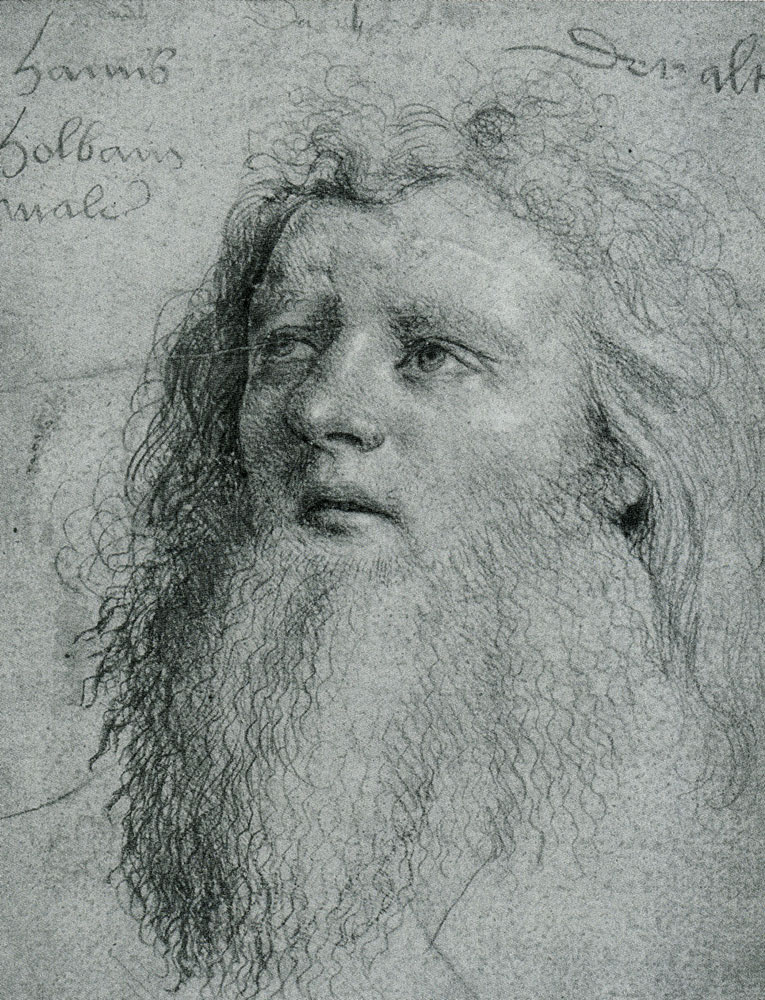
Zelfportret, ca. 1516

Hans Holbein de Oude (Augsburg, ca. 1460/1474 – Isenheim, 1524/1534) was een Duits kunstschilder uit de late gotiek en vroege Noordelijke renaissance.

## Leven en werk
Holbein werd geboren in Augsburg, Beieren, ergens tussen 1460 en 1474. Hij was de vader van de bekende schilders Hans Holbein de Jonge en Ambrosius Holbein en de broer van de schilder Sigismund Holbein. Hij overleed in Isenheim, Elzas, tussen 1524 of 1534.
Holbein begon zijn carrière rond 1475 en was actief tot zijn dood. In zijn vroege werk schilderde hij voornamelijk religieuze voorstellingen in de gotische stijl, maar later sloot hij zich aan bij de Noordelijke renaissance. Hij werd gewaardeerd om zijn genrevoorstellingen, historische schilderijen en portretten.

## Invloed en leerlingen
Holbein gaf les aan zijn zonen, Hans Holbein de Jonge en Ambrosius Holbein, die beiden aanzienlijke faam als schilders verwierven. Zijn werk en stijl hadden ook invloed op andere kunstenaars, waaronder Christoph Amberger.

## Musea
Zijn werken zijn onder andere in:
- Alte Pinakothek in München
- Hermitage in Sint-Petersburg
- National Gallery of Art in Washington D.C.